# イーリング・コモン駅
イーリング・コモン駅（イーリング・コモンえき、英語: Ealing Common station）は、ロンドン、イーリング・コモンにあるロンドン地下鉄の鉄道駅である。ピカデリー線（アクスブリッジ支線）およびディストリクト線（イーリング・ブロードウェイ支線）の列車が発着する。
この駅はトラベルカード・ゾーン3に属する。
駅はガナーズベリー・アベニュー・ハンガー・レーン（両者は連続しており、国道A406号線、北環状線= North Circular Roadとされる）との交差点 (junction) のおよそ450m東のアクスブリッジ・ロード（国道A4020線）に面している。

## 駅構造
2面2線の相対式ホームを持つ地上駅。
ホームは南北方向に伸びており、都心方面の東行きの列車は南を先頭に、郊外方向の西行きは北を先頭にして発着する。駅舎は駅の上をまたぐ道路に面する橋上駅舎。
都心方向のハマースミス駅から複々線で列車が並走してきたディストリクト線・ピカデリー線は、当駅の手前で両線の線路が合流し当駅では両線の列車が同じホームを使用する。両線の線路は当駅を出たところで再び分離し、両線は異なる方向へ分岐する。
ディストリクト線とピカデリー線では車体の大きさが異なるため、当駅のホームから車両に乗り降りする際は、ディストリクト線の車両はホームより高く、ピカデリー線の車両はホームより低い段差がある。

## 歴史
1879年7月1日、この駅はメトロポリタン・ディストリクト鉄道（MDR、現在のディストリクト線）が、ターナム・グリーン駅からイーリング・ブロードウェイ駅へ延伸した際に開業した。
1886年にはイーリング・コモン・アンド・ウェスト・アクトン駅 (Ealing Common and West Acton) に改称され、その後1910年3月1日から現在の駅名になっている。
1903年6月23日、MDRはイーリング・コモン駅の西側から北方向に分岐して延伸線を開業した。この路線は当初、かつてRoyal Agricultural Societyのパーク・ロイヤル show groundsが開場していたPark Royal & Twyford Abbey駅（1931年に閉鎖され、パーク・ロイヤル駅に移設された）までの運行であった（1903年6月28日にサウス・ハーロウ駅が開業する以前）。
この新線とそれに続くイーリング・コモン駅～アクトン・タウン駅間の既存線とともに、地下鉄の地上区間で最初に電化され、蒸気機関車の牽引する列車に代わり電車が運行された区間となった。
なお、その時に開業していた深い地下を走る地下鉄路線（シティ&サウス・ロンドン鉄道、ウォータールー&シティー鉄道およびセントラル・ロンドン鉄道）は開業時から電化されていた。
イーリング・コモン駅からもう一方のイーリング・ブロードウェイ駅まで間は、1905年7月1日から電車が走りはじめた。
1930年～31年の間、1879年の駅舎を取り替えるために、新しい駅舎が建設された。この新しい駅舎は、1926年のシティ&サウス・ロンドン鉄道のモーデン延伸線（現在のノーザン線の一部）のための彼のデザインを思い起こさせるスタイルのチャールズ・ホールデンにより、ポートランド石を用いて建設され、四方にwith glazed screensのある高い七角形の切符売場が特徴的である。この新しい駅舎は1931年3月1日に開業し、同時に作られたハウンズロー・ウェスト駅の再築された駅舎にとてもよく似ている。
1932年7月4日、ピカデリー線は初期の終点であったハマースミス駅から西方にイーリング・コモン駅まで、ディストリクト線と路線を共有する形で延伸した。同時にイーリング・コモン駅からサウス・ハーロウ駅までの区間は、ディストリクト線からピカデリー線に移管され、ディストリクト線の列車はイーリング・コモン駅から西方へはイーリング・ブロードウェイ駅へのみ走るようになった。

## 駅の今日
イーリング・コモン駅は、ディストリクト線とピカデリー線が同じホームを共有しており、現在では珍しいものとなっている。（アクトン・タウン駅の1番線と4番線も）
両線が併走するバロンズ・コート駅とアクトン・タウン駅の間では、両路線の列車は別々の線路を走り、ピカデリー線の停車駅（バロンズ・コート駅、ハマースミス駅、ターナム・グリーン駅）では通常は総じて別々のホームに発着する。なを、アクトン・タウン駅に関しては1番線と4番線のみディストリクト線とピカデリー線がホームを共有している。
なお、1964年にディストリクト線がハンズロー支線の運行を廃止する以前には、ピカデリー線とディストリクト線の双方の列車がボストン・マナー駅からハンズロー・ウェスト駅までの駅で同じホームに発着していた。

## 隣の駅
ロンドン交通局
ロンドン地下鉄
■ディストリクト線
イーリング・ブロードウェイ支線
イーリング・ブロードウェイ駅 - イーリング・コモン駅 - アクトン・タウン駅
■ピカデリー線
アクスブリッジ支線
ノース・イーリング駅 - イーリング・コモン駅 - アクトン・タウン駅

## ギャラリー

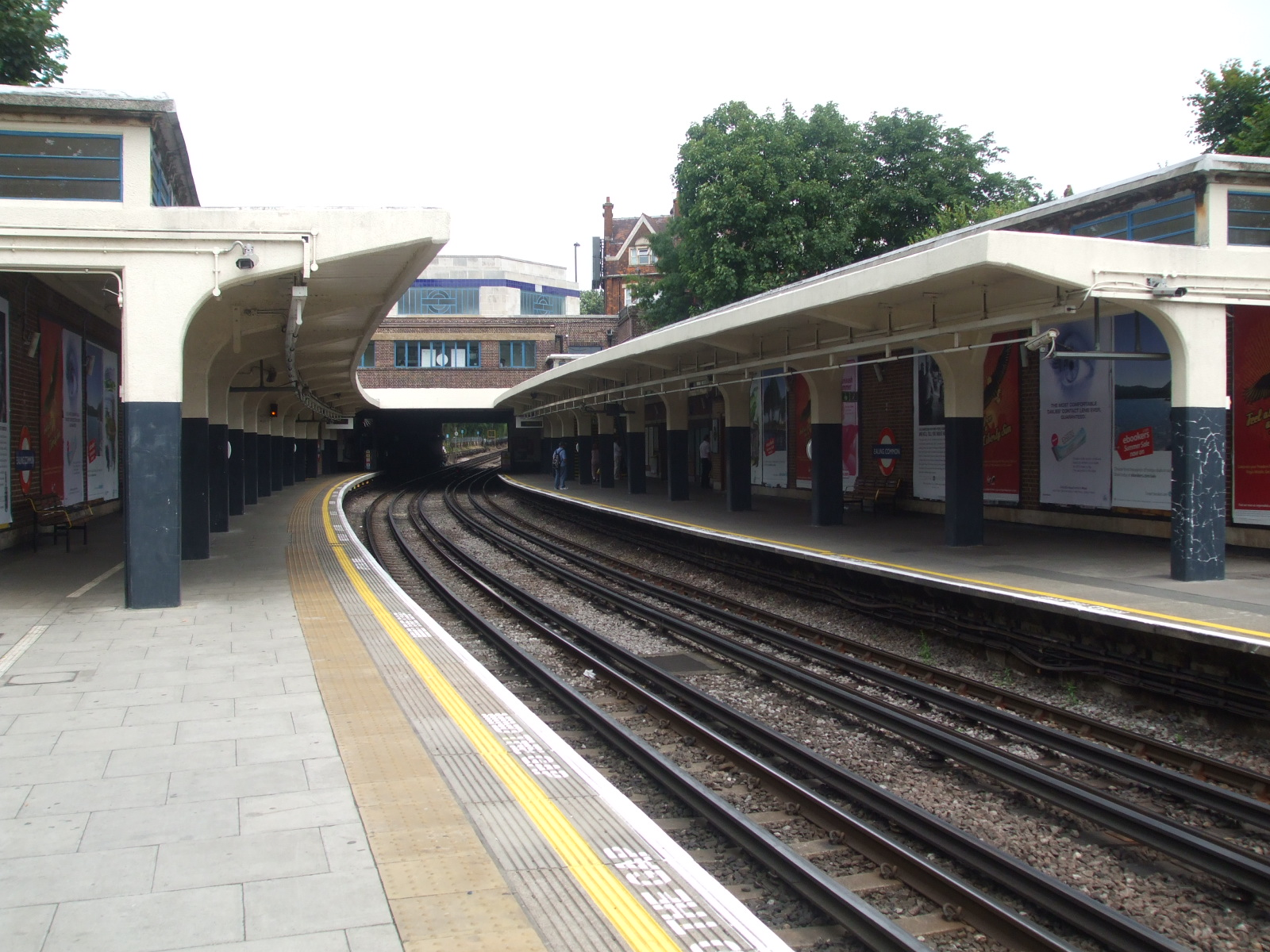
北行きホームの南端から西方向を見る
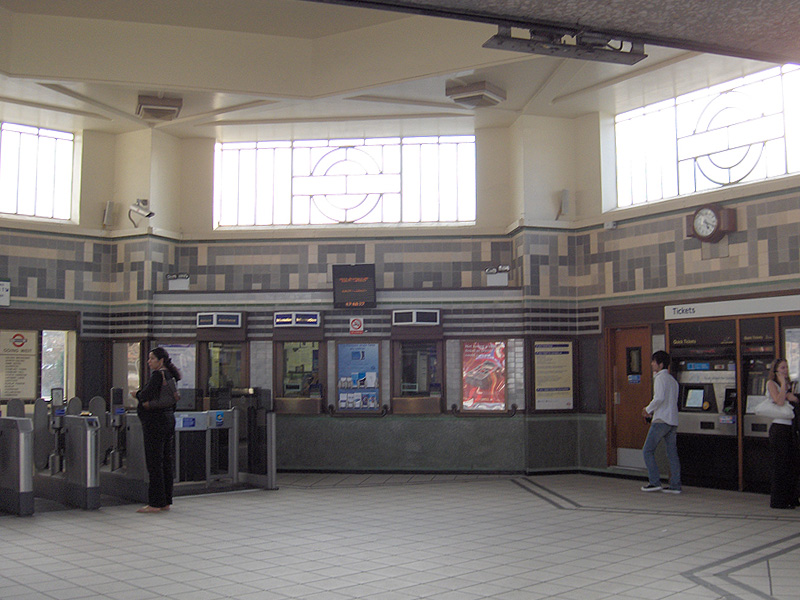
駅内部 (2006年9月)
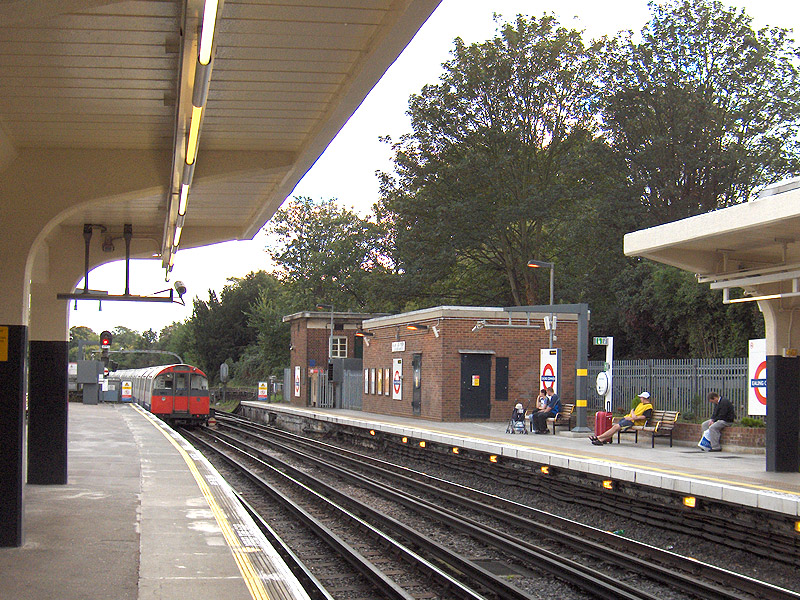
南方面に発車したピカデリー線の列車 (2006年9月)
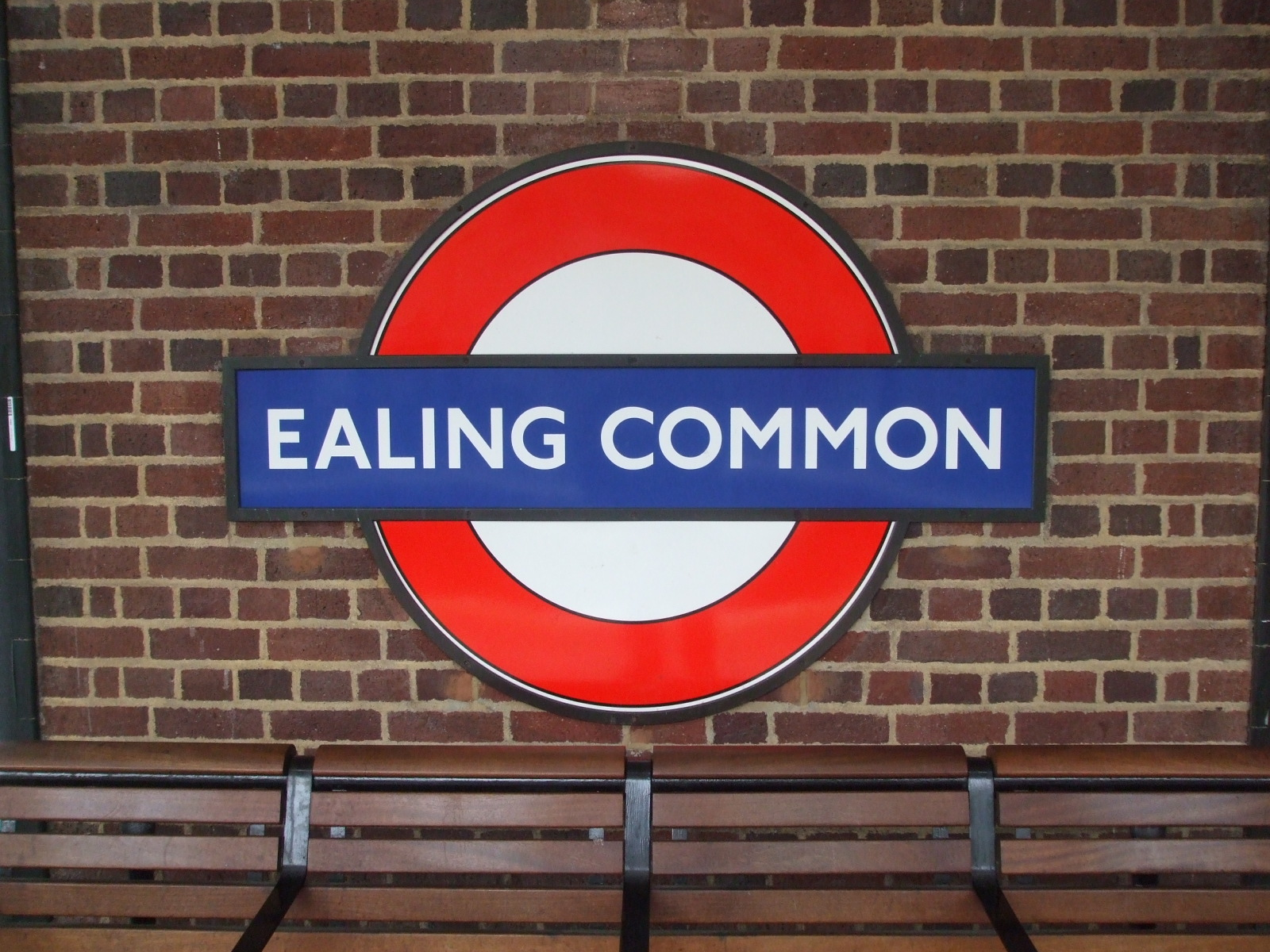
プラットホーム・ラベル
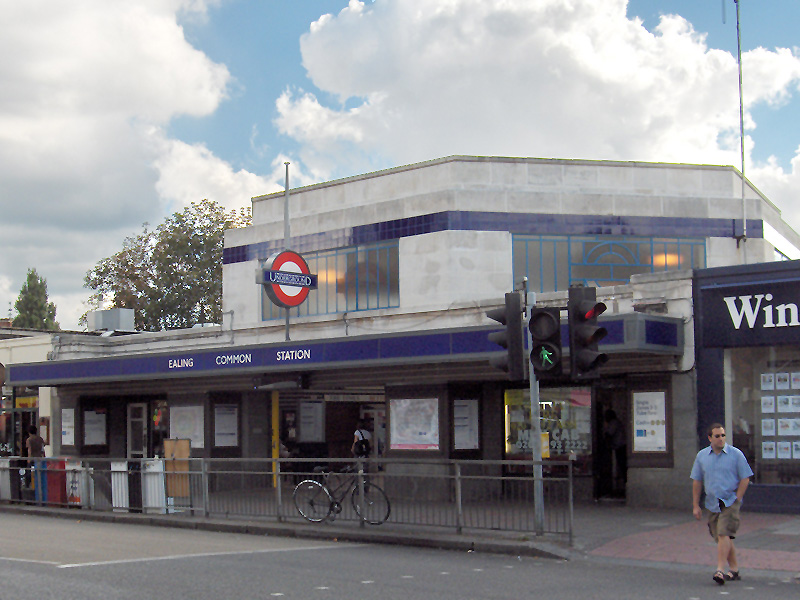
駅舎
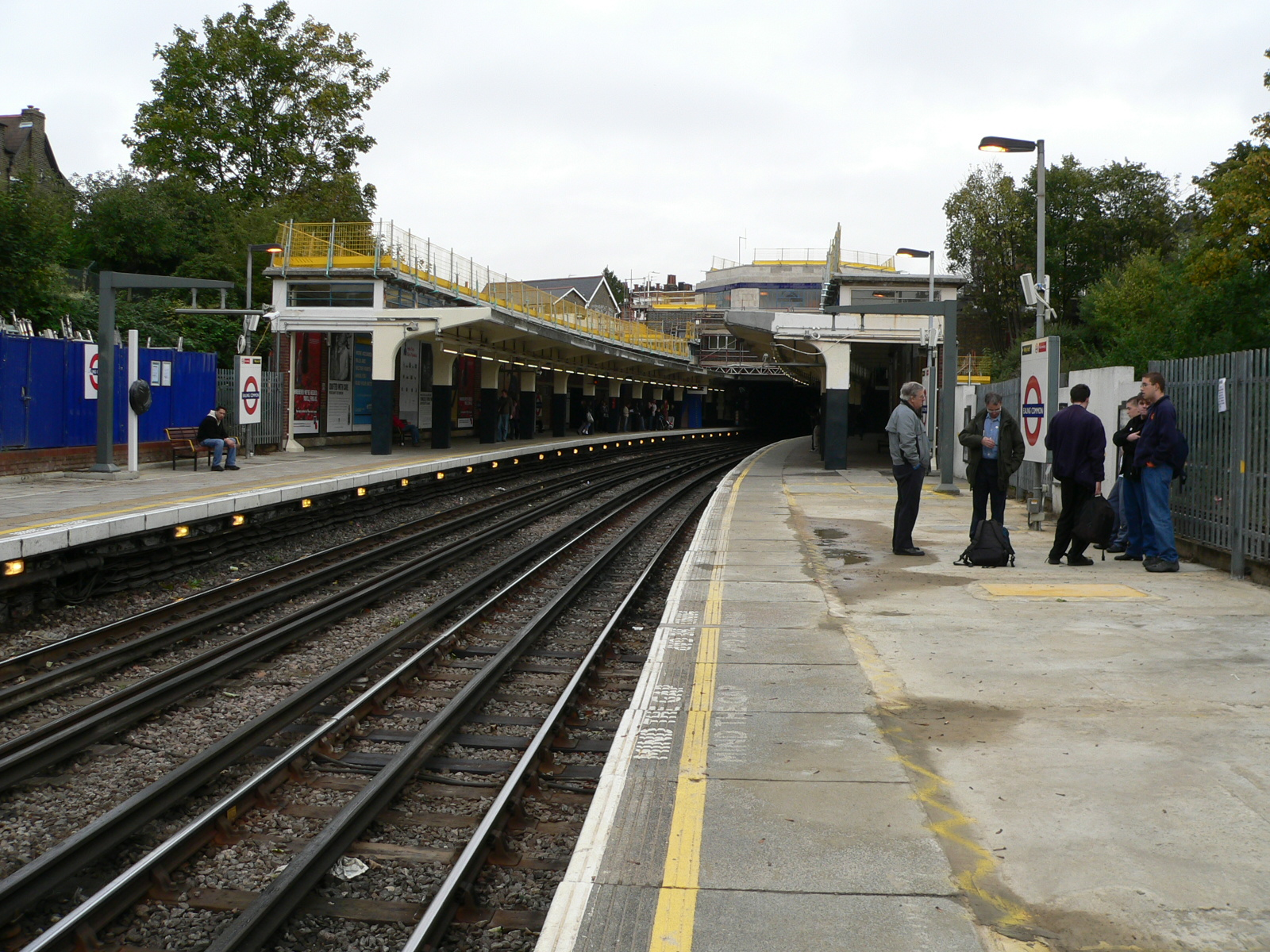
東行きホームの南端から北方向を見る(2005年10月)